# Врачанско
 Тази статия е за историко-географската област.  За областта вижте Враца (област).  
Врачанско е историко-географска област в Северна България, около град Враца.
Територията ѝ съвпада приблизително с някогашната Врачанска околия, а днес включва общините Враца (без село Върбица в Белослатинско), Криводол, Мездра и Роман (без Камено поле в Белослатинско и Марково равнище в Тетевенско), най-северната част на община Своге (Габровница, Гара Лакатник, Губислав, Лакатник, Левище, Оплетня, Еленов дол, Дружево, Миланово) и селата Бели брег (община Бойчиновци), Липен (община Монтана), Батулци и Дъбравата (община Ябланица). Разположена е в северната част на Врачанска планина и съседните части на Предбалкана и Дунавската равнина. Граничи с Оряховско на север, Белослатинско, Луковитско и Тетевенско на изток, Ботевградско и Софийско на юг и Берковско и Монтанско на запад.